# L’Ancien Manège
Der L’Ancien Manège ist ein 1855 errichtetes denkmalgeschütztes Gebäude in La Chaux-de-Fonds in der Schweiz. Es ist ein Kulturgut von nationaler Bedeutung im Kanton Neuenburg.

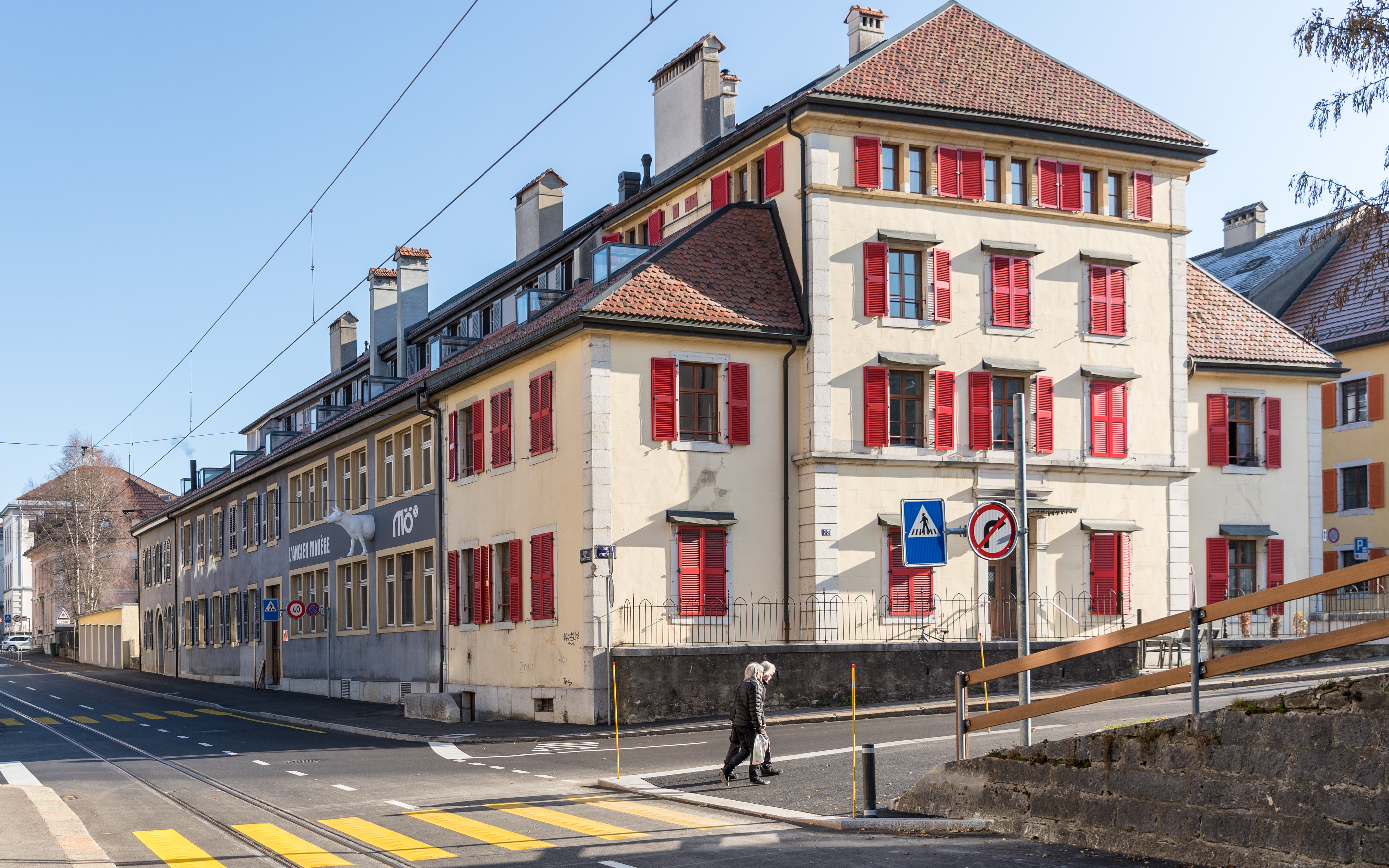
L’Ancien Manège an der Rue du Manège 17 bis 19 (Nordseite); der aussergewöhnliche Innenhof befindet sich im anschliessenden Hausteil.

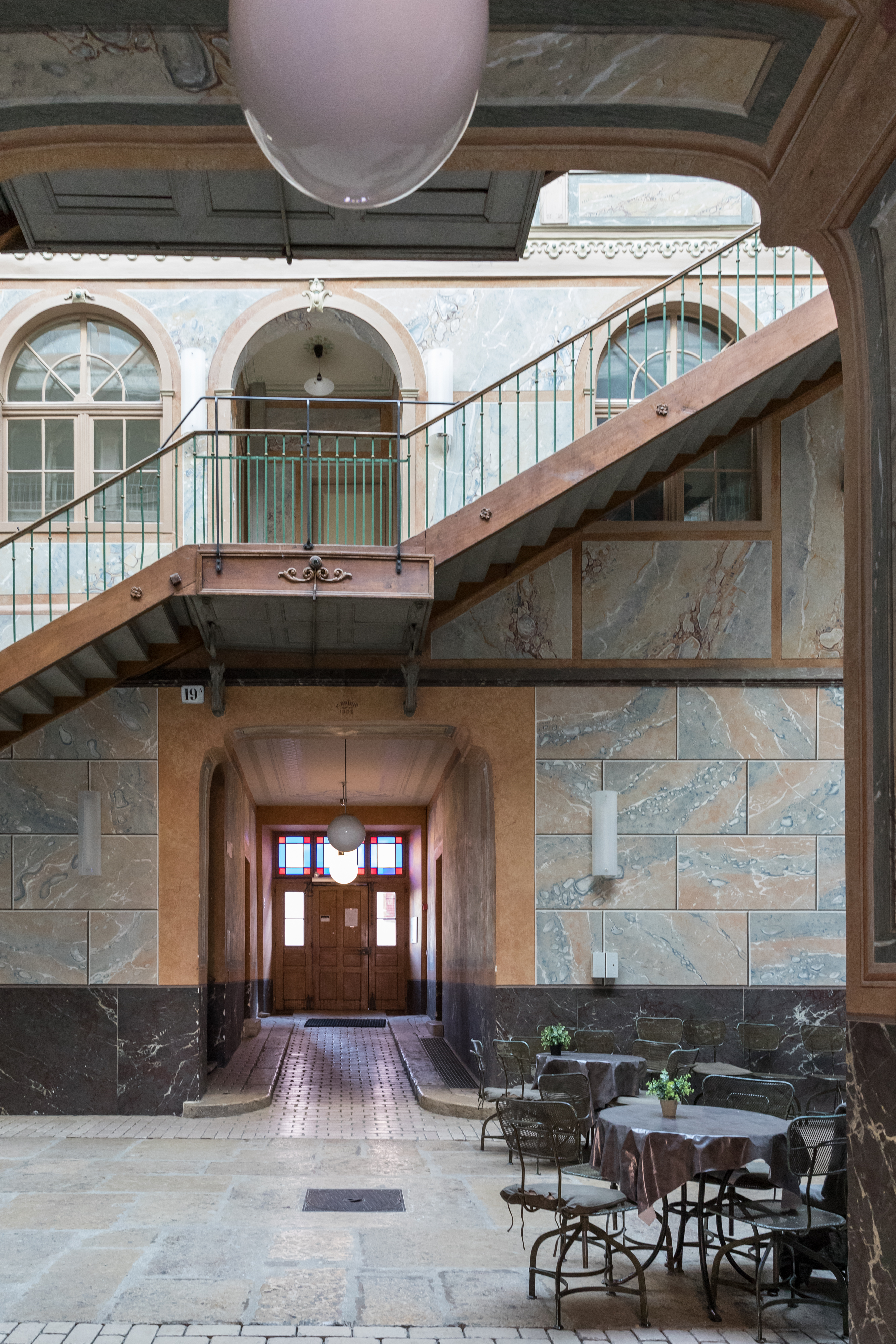
Innenhof, Blick in Richtung Südausgang

## Geschichte

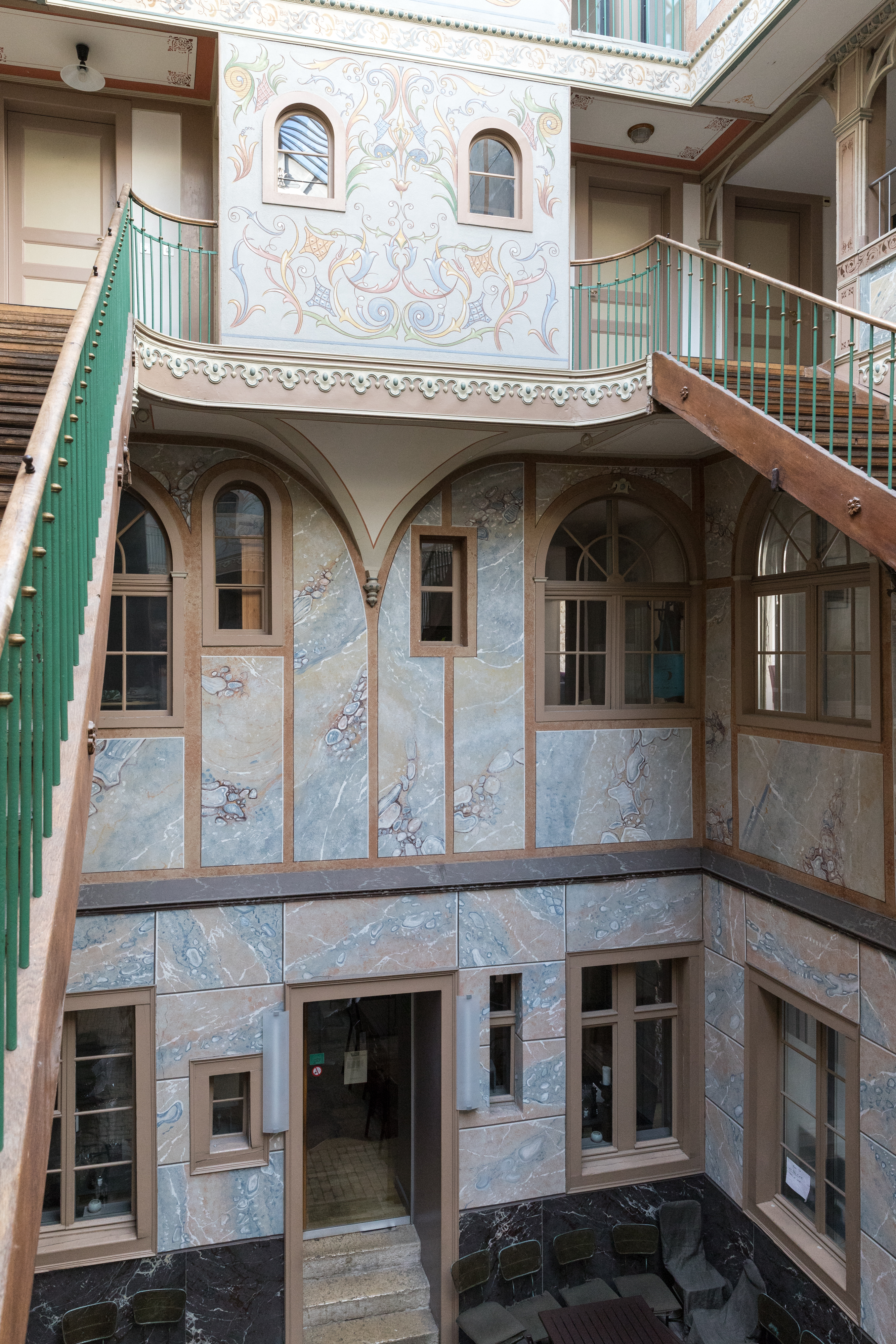
Innenhof, Blick nach Westen von der Treppe

Das von den Zeitgenossen als Karawanserei bezeichnete Bauwerk diente der Unterbringung von Pferden im Besitz von wohlhabenden Bewohnern der Rue de la Promenade. Diese in der Nähe gelegene Strasse bildet ein Ensemble bürgerlicher Stadthäuser, die selbst über keine Hofeinfahrten verfügen. Deshalb wurde für die Unterbringung der Fuhr- und Reittiere eine externe Infrastruktur benötigt. Nachdem die Besitzergesellschaft 1864 in Konkurs gegangen war, wurde das Gebäude versteigert und 1864–1868 zu einem Wohngebäude umgebaut und erweitert. Der Umbau wurde als lokale Umsetzung der Familistère bezeichnet, die der von den frühsozialistischen Ideen von Charles Fourrier inspirierte Unternehmer Jean-Baptiste André Godin im nordfranzösischen Guise verwirklicht hatte.
Die Ausrichtung der Wohnungen auf einen geteilten Innenhof sollte diesem Konzept folgend die Arbeiterfamilien moralisch stärken, indem unter anderem mögliches Missverhalten (beispielsweise Alkoholismus oder spätes Nachhausekommen) den anderen Familien bekannt wurde und so eine Art soziale Selbstregulation stattfinden würde. Ob die Bauherren beim Umbau diesem Konzept folgten, ist nicht eindeutig belegt. Deutlich wird jedoch, dass bei der ästhetischen Ausgestaltung des Innenhofs nicht gespart wurde, insbesondere als dieser 1902 erneut umgebaut wurde. Der Trompe-l’œil-Marmor und die feingearbeiteten Einbauten geben dem glasüberdachten Innenhof mit gepflastertem Boden eine besondere Schönheit und machen das von aussen nüchtern wirkende Haus zur Sehenswürdigkeit.
Unempfänglich für diese Schönheit, wollte ein Investor das Gebäude in den 1970ern abreissen lassen, um Platz für ein Parkhaus zu machen. Nachdem bereits andere wertvolle Bauwerke im Auftrag von Investoren niedergerissen worden waren, begann sich die Bevölkerung von La Chaux-de-Fonds ihres einzigartigen Kulturerbes bewusst zu werden und für seinen Erhalt zu kämpfen. Die Rettung des Ancien Manège markiert den Beginn dieses Umdenkens, das 2009 in die Anerkennung der Stadt als UNESCO-Welterbe mündete. Das Gebäude beherbergt ein Restaurant und Wohnungen. Der Innenhof ist für Besichtigungen öffentlich zugänglich.